# میما تویو
میما ایتو (انگلیسی: Mima Ito؛ زادهٔ ۲۱ اکتبر ۲۰۰۰) یک بازیکن تنیس روی میز اهل ژاپن است.
وی در مسابقات کشوری و بین‌المللی در مجموع برنده ۵ مدال طلا، ۲ مدال نقره شده‌است.